# Hiéroglyphe égyptien D34
Le hiéroglyphe égyptien D34 (bras tenant un bouclier et une massue) est classifié dans la section D « Parties du corps humain » de la liste de Gardiner ; cet hiéroglyphe y est noté D34.

## Représentation
Il représente deux bras maniant un bouclier et une massue de combat. Il est translittéré ˁḥȝ.

## Utilisation
| D34 | A24 |

| D34 | A24 |

| D34A |

| D34A |

qui en est un variant graphique de l'Ancien Empire.

## Exemples de mots
| D34 |

| D34 |

| D34 | w | T11 |

| D34 | w | T11 |

| D34 | A | K1 |

| D34 | A | K1 |